# Col de Fontbruno
Der Col de Fontbruno ist ein 880 Meter hoher französischer Gebirgspass in der Montagne Noire. Er verbindet die Gemeinde Labruguière im Norden mit Lastours im Süden und führt dabei über die D56 bzw. D101.

## Lage und Streckenführung
Der Col de Fontbruno liegt in der Montagne Noire, die den südlichsten Ausläufer des Zentralmassivs darstellt. Die Passhöhe befindet sich rund 20 Kilometer westlich der Pic de Nore.
Die Passhöhe befindet sich auf der D56 im Département Tarn. Die Nordauffahrt von Labruguière weist dabei auf einer Länge von 15 Kilometern eine durchschnittliche Steigung von 4,2 % auf. Sie verläuft gleichmäßig und weist keine Kilometerschnitte jenseits der 6 %-Marke auf.
Die Südauffahrt von Lastours steigt im Schnitt mit 2,5 % an. Sie ist jedoch mit 27,7 Kilometern deutlich länger. Im unteren Teil folgt die Straße dem Orbiel bei geringen Steigungsprozenten, ehe Miraval-Cabardès nach rund 10 Kilometern erreicht wird. Nun folgen sechs Kilometer bei rund 5 %, ehe die D101 kurzzeitig verlassen wird. Dabei geht es auf der breiteren D118 in Richtung Südwesten, bevor man rechts erneut auf die D101 abbiegt. Die letzten acht Kilometer führen vorbei am Lac de Laprade Basse meist flach zur Passhöhe.

## Radsport
Im Jahr 2025 soll die Tour de France im Rahmen der 15. Etappe erstmals über den Col de Fontbruno führen. Der Pass dient jedoch nicht als Bergwertung, da diese zuvor am Pas du Sant abgenommen wird. Von der Passhöhe des Col de Fontbruno führen die letzten 40 Kilometer meist bergab nach Carcassonne, wo sich das Ziel der Etappe befindet.